# Discographie de Prince
La discographie du chanteur et musicien américain Prince se compose d'une quarantaine d'albums studio, cinq albums Live, neuf compilations, ainsi que plus d'une centaine de singles.
Il publie son premier album, For You, en 1978, qui passe relativement inaperçu. Ses albums suivants se vendent davantage (notamment 1999 en 1982), mais c'est surtout avec l'album Purple Rain, vendu à 23 millions d'exemplaires, qu'il devient une star internationale en 1984. Il a classé cinq titres à la première place du Billboard Hot 100 : When Doves Cry, Let's Go Crazy, Kiss, Batdance et Cream.
Prince a vendu plus de 185 millions de disques dans le monde (dont 100 millions d'albums).

## Albums

### Albums studio

#### Sous le nom de Prince ou du pictogrammeLove Symbol
| Album                                                         | Classements                                                            | Classements                                                  | Classements                                                  | Classements                                                  | Classements                                                  | Classements                                                  | Classements                                                  | Classements                                                  | Classements                                                  | Classements                                                  | Classements                                                  | Classements                                                  | Classements                                                  | Classements                                                  | Classements                                                  | Classements                                                  | Certifications                                                         | Ventes mondiales |
| Album                                                         | É-U                                                                    | CAN                                                          | R-U                                                          | IRL                                                          | FRA                                                          | ESP                                                          | ITA                                                          | SUI                                                          | BE/W                                                         | BE/F                                                         | P-B                                                          | ALL                                                          | AUT                                                          | SUE                                                          | AUS                                                          | N-Z                                                          | Certifications                                                         | Ventes mondiales |
| ------------------------------------------------------------- | ---------------------------------------------------------------------- | ------------------------------------------------------------ | ------------------------------------------------------------ | ------------------------------------------------------------ | ------------------------------------------------------------ | ------------------------------------------------------------ | ------------------------------------------------------------ | ------------------------------------------------------------ | ------------------------------------------------------------ | ------------------------------------------------------------ | ------------------------------------------------------------ | ------------------------------------------------------------ | ------------------------------------------------------------ | ------------------------------------------------------------ | ------------------------------------------------------------ | ------------------------------------------------------------ | ---------------------------------------------------------------------- | ---------------- |
| For You - Label : Warner Bros                                 | 138                                                                    | -                                                            | -                                                            | N/D                                                          | N/D                                                          | -                                                            | -                                                            | -                                                            | N/D                                                          | N/D                                                          | -                                                            | -                                                            | -                                                            | -                                                            | -                                                            | -                                                            |                                                                        | 950 000          |
| Prince - Label : Warner Bros                                  | 22                                                                     | -                                                            | -                                                            | N/D                                                          | N/D                                                          | -                                                            | -                                                            | 92                                                           | N/D                                                          | N/D                                                          | -                                                            | -                                                            | -                                                            | -                                                            | -                                                            | -                                                            | : Platine : Argent                                                     | 2 100 000        |
| Dirty Mind - Label : Warner Bros                              | 45                                                                     | -                                                            | 61                                                           | N/D                                                          | N/D                                                          | -                                                            | -                                                            | 79                                                           | N/D                                                          | N/D                                                          | -                                                            | -                                                            | -                                                            | -                                                            | -                                                            | -                                                            | : Or                                                                   | 1 550 000        |
| Controversy - Label : Warner Bros                             | 21                                                                     | -                                                            | -                                                            | N/D                                                          | N/D                                                          | -                                                            | -                                                            | -                                                            | N/D                                                          | N/D                                                          | 50                                                           | -                                                            | -                                                            | -                                                            | 55                                                           | -                                                            | : Platine : Or                                                         | 2 300 000        |
| 1999 - Label : Warner Bros                                    | 7                                                                      | 23                                                           | 28                                                           | N/D                                                          | N/D                                                          | 52                                                           | 70                                                           | 26                                                           | N/D                                                          | N/D                                                          | 15                                                           | 37                                                           | 72                                                           | -                                                            | 35                                                           | 6                                                            | : 4x Platine : Or : Platine                                            | 7 000 000        |
| Purple Rain - Label : Warner Bros                             | 1                                                                      | 1                                                            | 7                                                            | N/D                                                          | N/D                                                          | 13                                                           | 13                                                           | 7                                                            | N/D                                                          | N/D                                                          | 1                                                            | 5                                                            | 8                                                            | 3                                                            | 1                                                            | 2                                                            | : 13x Platine : 6x Platine : 2x Platine : Platine : 3x Or : 3x Platine | 23 000 000       |
| Around the World in a Day - Label : Paisley Park, Warner Bros | 1                                                                      | 16                                                           | 5                                                            | N/D                                                          | -                                                            | -                                                            | 10                                                           | 8                                                            | N/D                                                          | N/D                                                          | 1                                                            | 10                                                           | 7                                                            | 1                                                            | 12                                                           | 16                                                           | : 2x Platine : Or                                                      | 5 000 000        |
| Parade - Label : Paisley Park, Warner Bros                    | 3                                                                      | 11                                                           | 4                                                            | N/D                                                          | 14                                                           | -                                                            | 11                                                           | 2                                                            | N/D                                                          | N/D                                                          | 1                                                            | 6                                                            | 7                                                            | 5                                                            | 8                                                            | 7                                                            | : Platine : Platine : Platine : Or                                     | 4 600 000        |
| Sign o' the Times - Label : Paisley Park, Warner Bros         | 6                                                                      | 25                                                           | 4                                                            | N/D                                                          | 4                                                            | -                                                            | 16                                                           | 1                                                            | N/D                                                          | N/D                                                          | 2                                                            | 3                                                            | 2                                                            | 6                                                            | 20                                                           | 6                                                            | : Platine : Platine : 2x Or : Or : Or                                  | 5 250 000        |
| Lovesexy - Label : Paisley Park, Warner Bros                  | 11                                                                     | 7                                                            | 1                                                            | N/D                                                          | 9                                                            | 17                                                           | 1                                                            | 1                                                            | N/D                                                          | N/D                                                          | 1                                                            | 4                                                            | 3                                                            | 1                                                            | 8                                                            | 1                                                            | : Or : Platine : 2x Or : Or                                            | 3 400 000        |
| Batman - Label : Warner Bros                                  | 1                                                                      | 1                                                            | 1                                                            | 1                                                            | 1                                                            | 5                                                            | 4                                                            | 1                                                            | N/D                                                          | N/D                                                          | 1                                                            | 3                                                            | 3                                                            | 2                                                            | 4                                                            | 4                                                            | : 2x Platine : Platine : Platine : Or : Or                             | 6 700 000        |
| Graffiti Bridge - Label : Warner Bros                         | 6                                                                      | 22                                                           | 1                                                            | N/D                                                          | 24                                                           | 8                                                            | 7                                                            | 2                                                            | N/D                                                          | N/D                                                          | 4                                                            | 4                                                            | 8                                                            | 7                                                            | 10                                                           | 3                                                            | : Or : Or : Or                                                         | 2 550 000        |
| Diamonds and Pearls - Label : Paisley Park, Warner Bros       | 3                                                                      | 8                                                            | 2                                                            | N/D                                                          | 8                                                            | 8                                                            | 5                                                            | 3                                                            | N/D                                                          | N/D                                                          | 5                                                            | 8                                                            | 4                                                            | 8                                                            | 1                                                            | 5                                                            | : 2x Platine : Platine : 3x Platine : Platine : Platine : 4x Platine   | 7 100 000        |
| Love Symbol - Label : Paisley Park, Warner Bros               | 5                                                                      | N/D                                                          | 1                                                            | N/D                                                          | 4                                                            | 5                                                            | 5                                                            | 4                                                            | N/D                                                          | N/D                                                          | 6                                                            | 5                                                            | 1                                                            | 10                                                           | 1                                                            | 4                                                            | : Platine : Platine : Platine                                          | 3 000 000        |
| Come - Label : Warner Bros                                    | 15                                                                     | N/D                                                          | 1                                                            | N/D                                                          | 2                                                            | 7                                                            | 9                                                            | 4                                                            | N/D                                                          | N/D                                                          | 4                                                            | 9                                                            | 4                                                            | 7                                                            | 2                                                            | 16                                                           | : Or : Or : Or                                                         | 1 300 000        |
| Black Album - Label : Warner Bros                             | 47                                                                     | N/D                                                          | 36                                                           | N/D                                                          | 11                                                           | -                                                            | -                                                            | 8                                                            | N/D                                                          | N/D                                                          | 35                                                           | 49                                                           | 7                                                            | -                                                            | 15                                                           | -                                                            |                                                                        | 850 000          |
| The Gold Experience - Label : NPG                             | 6                                                                      | N/D                                                          | 4                                                            | N/D                                                          | -                                                            | 17                                                           | 20                                                           | 7                                                            | -                                                            | 5                                                            | 3                                                            | 24                                                           | 28                                                           | 11                                                           | 13                                                           | -                                                            | : Or : Or                                                              | 1 150 000        |
| Chaos and Disorder - Label : Warner Bros                      | 26                                                                     | N/D                                                          | 14                                                           | N/D                                                          | 25                                                           | 55                                                           | -                                                            | 21                                                           | 47                                                           | 24                                                           | 8                                                            | 42                                                           | 17                                                           | 32                                                           | 54                                                           | -                                                            |                                                                        | 450 000          |
| Emancipation - Label : NPG, EMI                               | 11                                                                     | N/D                                                          | 18                                                           | N/D                                                          | 9                                                            | 42                                                           | 16                                                           | 1                                                            | 22                                                           | 8                                                            | 13                                                           | 21                                                           | 13                                                           | 22                                                           | 8                                                            | 22                                                           | : 2x Platine : Platine                                                 | 1 450 000        |
| Crystal Ball / The Truth - Label : NPG                        | 62                                                                     | N/D                                                          | -                                                            | N/D                                                          | -                                                            | -                                                            | -                                                            | -                                                            | -                                                            | -                                                            | -                                                            | -                                                            | -                                                            | -                                                            | -                                                            | -                                                            |                                                                        |                  |
| The Vault...Old Friends 4 Sale - Label : Warner Bros          | 85                                                                     | -                                                            | 47                                                           | N/D                                                          | 64                                                           | -                                                            | 46                                                           | 21                                                           | -                                                            | 31                                                           | 15                                                           | 44                                                           | 40                                                           | -                                                            | -                                                            | -                                                            |                                                                        | 300 000          |
| Rave Un2 the Joy Fantastic - Label : NPG, Arista              | 18                                                                     | -                                                            | -                                                            | -                                                            | 37                                                           | -                                                            | -                                                            | 19                                                           | -                                                            | 30                                                           | 17                                                           | 39                                                           | 44                                                           | 49                                                           | 82                                                           | -                                                            | : Or                                                                   | 850 000          |
| The Rainbow Children - Label : NPG, Redline Entertainment     | 109                                                                    | -                                                            | -                                                            | -                                                            | 75                                                           | -                                                            | -                                                            | 30                                                           | 60                                                           | 94                                                           | 28                                                           | 29                                                           | 60                                                           | -                                                            | -                                                            | -                                                            |                                                                        | 350 000          |
| One Nite Alone... - Label : NPG                               | Réservé aux membres payants du site officiel de Prince.                | Réservé aux membres payants du site officiel de Prince.      | Réservé aux membres payants du site officiel de Prince.      | Réservé aux membres payants du site officiel de Prince.      | Réservé aux membres payants du site officiel de Prince.      | Réservé aux membres payants du site officiel de Prince.      | Réservé aux membres payants du site officiel de Prince.      | Réservé aux membres payants du site officiel de Prince.      | Réservé aux membres payants du site officiel de Prince.      | Réservé aux membres payants du site officiel de Prince.      | Réservé aux membres payants du site officiel de Prince.      | Réservé aux membres payants du site officiel de Prince.      | Réservé aux membres payants du site officiel de Prince.      | Réservé aux membres payants du site officiel de Prince.      | Réservé aux membres payants du site officiel de Prince.      | Réservé aux membres payants du site officiel de Prince.      |                                                                        |                  |
| Xpectation - Label : NPG                                      | Réservé aux membres payants du site officiel de Prince.                | Réservé aux membres payants du site officiel de Prince.      | Réservé aux membres payants du site officiel de Prince.      | Réservé aux membres payants du site officiel de Prince.      | Réservé aux membres payants du site officiel de Prince.      | Réservé aux membres payants du site officiel de Prince.      | Réservé aux membres payants du site officiel de Prince.      | Réservé aux membres payants du site officiel de Prince.      | Réservé aux membres payants du site officiel de Prince.      | Réservé aux membres payants du site officiel de Prince.      | Réservé aux membres payants du site officiel de Prince.      | Réservé aux membres payants du site officiel de Prince.      | Réservé aux membres payants du site officiel de Prince.      | Réservé aux membres payants du site officiel de Prince.      | Réservé aux membres payants du site officiel de Prince.      | Réservé aux membres payants du site officiel de Prince.      |                                                                        |                  |
| N.E.W.S - Label : NPG, MP Media                               | -                                                                      | -                                                            | -                                                            | -                                                            | -                                                            | -                                                            | -                                                            | -                                                            | -                                                            | -                                                            | 83                                                           | 93                                                           | -                                                            | -                                                            | -                                                            | -                                                            |                                                                        |                  |
| Musicology - Label : NPG, Columbia                            | 3                                                                      | 11                                                           | 3                                                            | 4                                                            | 7                                                            | 20                                                           | 10                                                           | 2                                                            | 18                                                           | 6                                                            | 3                                                            | 4                                                            | 4                                                            | 6                                                            | 19                                                           | 25                                                           | : 2x Platine : Or : Or                                                 | 2 850 000        |
| The Chocolate Invasion - Label : NPG                          | Disponible en téléchargement sur le site officiel de Prince.           | Disponible en téléchargement sur le site officiel de Prince. | Disponible en téléchargement sur le site officiel de Prince. | Disponible en téléchargement sur le site officiel de Prince. | Disponible en téléchargement sur le site officiel de Prince. | Disponible en téléchargement sur le site officiel de Prince. | Disponible en téléchargement sur le site officiel de Prince. | Disponible en téléchargement sur le site officiel de Prince. | Disponible en téléchargement sur le site officiel de Prince. | Disponible en téléchargement sur le site officiel de Prince. | Disponible en téléchargement sur le site officiel de Prince. | Disponible en téléchargement sur le site officiel de Prince. | Disponible en téléchargement sur le site officiel de Prince. | Disponible en téléchargement sur le site officiel de Prince. | Disponible en téléchargement sur le site officiel de Prince. | Disponible en téléchargement sur le site officiel de Prince. |                                                                        |                  |
| The Slaughterhouse - Label : NPG                              | Disponible en téléchargement sur le site officiel de Prince.           | Disponible en téléchargement sur le site officiel de Prince. | Disponible en téléchargement sur le site officiel de Prince. | Disponible en téléchargement sur le site officiel de Prince. | Disponible en téléchargement sur le site officiel de Prince. | Disponible en téléchargement sur le site officiel de Prince. | Disponible en téléchargement sur le site officiel de Prince. | Disponible en téléchargement sur le site officiel de Prince. | Disponible en téléchargement sur le site officiel de Prince. | Disponible en téléchargement sur le site officiel de Prince. | Disponible en téléchargement sur le site officiel de Prince. | Disponible en téléchargement sur le site officiel de Prince. | Disponible en téléchargement sur le site officiel de Prince. | Disponible en téléchargement sur le site officiel de Prince. | Disponible en téléchargement sur le site officiel de Prince. | Disponible en téléchargement sur le site officiel de Prince. |                                                                        |                  |
| 3121 - Label : NPG, Universal                                 | 1                                                                      | 9                                                            | 9                                                            | 23                                                           | 8                                                            | 40                                                           | 10                                                           | 1                                                            | 15                                                           | 3                                                            | 3                                                            | 4                                                            | 15                                                           | 18                                                           | 18                                                           | -                                                            | : Or : Argent                                                          | 1 100 000        |
| Planet Earth - Label : NPG, Columbia                          | 3                                                                      | 17                                                           | -                                                            | -                                                            | 16                                                           | 15                                                           | 16                                                           | 1                                                            | 20                                                           | 5                                                            | 3                                                            | 7                                                            | 11                                                           | 35                                                           | 38                                                           | -                                                            |                                                                        | 550 000          |
| Lotusflow3r / MPLSound - Label : NPG, Target, Because Music   | 2                                                                      | -                                                            | -                                                            | -                                                            | 14                                                           | -                                                            | 65                                                           | -                                                            | 78                                                           | 44                                                           | 23                                                           | -                                                            | -                                                            | -                                                            | -                                                            | -                                                            |                                                                        | 700 000          |
| 20Ten - Label : NPG                                           | Exclusivement offert avec certains journaux européens.                 | Exclusivement offert avec certains journaux européens.       | Exclusivement offert avec certains journaux européens.       | Exclusivement offert avec certains journaux européens.       | Exclusivement offert avec certains journaux européens.       | Exclusivement offert avec certains journaux européens.       | Exclusivement offert avec certains journaux européens.       | Exclusivement offert avec certains journaux européens.       | Exclusivement offert avec certains journaux européens.       | Exclusivement offert avec certains journaux européens.       | Exclusivement offert avec certains journaux européens.       | Exclusivement offert avec certains journaux européens.       | Exclusivement offert avec certains journaux européens.       | Exclusivement offert avec certains journaux européens.       | Exclusivement offert avec certains journaux européens.       | Exclusivement offert avec certains journaux européens.       |                                                                        |                  |
| Art Official Age - Label : NPG, Warner Bros                   | 5                                                                      | 21                                                           | 8                                                            | 8                                                            | 6                                                            | 16                                                           | 9                                                            | 4                                                            | 18                                                           | 8                                                            | 4                                                            | 18                                                           | 8                                                            | 9                                                            | 15                                                           | 17                                                           |                                                                        | 350 000          |
| Plectrum Electrum - Label : NPG, Warner Bros                  | 8                                                                      | -                                                            | 11                                                           | 14                                                           | 13                                                           | 22                                                           | 21                                                           | 8                                                            | 29                                                           | 11                                                           | 9                                                            | 31                                                           | 10                                                           | 50                                                           | 33                                                           | 31                                                           |                                                                        | 200 000          |
| Hit'n Run Phase One - Label : NPG, Tidal, Universal           | 48                                                                     | -                                                            | 50                                                           | 52                                                           | 38                                                           | 26                                                           | 39                                                           | 27                                                           | 34                                                           | 19                                                           | 11                                                           | 53                                                           | 53                                                           | -                                                            | 25                                                           | -                                                            |                                                                        | 200 000          |
| Hit'n Run Phase Two - Label : NPG, Tidal, Universal           | 40                                                                     | 47                                                           | 21                                                           | 45                                                           | 34                                                           | 32                                                           | 41                                                           | 9                                                            | 25                                                           | 7                                                            | 5                                                            | 21                                                           | 20                                                           | 50                                                           | 117                                                          | -                                                            |                                                                        | 150 000          |
| Welcome 2 America - Label : NPG, Legacy                       | 4                                                                      | 26                                                           | 5                                                            | 25                                                           | 4                                                            | 7                                                            | 26                                                           | 2                                                            | 2                                                            | 2                                                            | 2                                                            | 3                                                            | 3                                                            | 53                                                           | 5                                                            | -                                                            |                                                                        |                  |
|                                                               | Le sigle « N/D » signifie que les classements ne sont pas disponibles. |                                                              |                                                              |                                                              |                                                              |                                                              |                                                              |                                                              |                                                              |                                                              |                                                              |                                                              |                                                              |                                                              |                                                              |                                                              |                                                                        |                  |

#### Sous pseudonyme

##### Madhouse
| Album                    | Classements                                                            | Classements | Classements | Classements | Classements | Classements | Classements | Classements | Classements | Classements | Classements | Classements | Classements | Classements | Classements | Classements | Certifications | Ventes mondiales |
| Album                    | É-U                                                                    | CAN         | R-U         | IRL         | FRA         | ESP         | ITA         | SUI         | BE/W        | BE/F        | P-B         | ALL         | AUT         | SUE         | AUS         | N-Z         | Certifications | Ventes mondiales |
| ------------------------ | ---------------------------------------------------------------------- | ----------- | ----------- | ----------- | ----------- | ----------- | ----------- | ----------- | ----------- | ----------- | ----------- | ----------- | ----------- | ----------- | ----------- | ----------- | -------------- | ---------------- |
| 8 - Label : Warner Bros  | -                                                                      | -           | -           | -           | -           | -           | -           | -           | N/D         | N/D         | -           | -           | -           | -           | -           | -           |                |                  |
| 16 - Label : Warner Bros | -                                                                      | -           | -           | -           | -           | -           | -           | -           | N/D         | N/D         | -           | -           | -           | -           | -           | -           |                |                  |
|                          | Le sigle « N/D » signifie que les classements ne sont pas disponibles. |             |             |             |             |             |             |             |             |             |             |             |             |             |             |             |                |                  |

##### New Power Generation/ The NPG Orchestra
| Album                               | Classements                                                              | Classements                                                              | Classements                                                              | Classements                                                              | Classements                                                              | Classements                                                              | Classements                                                              | Classements                                                              | Classements                                                              | Classements                                                              | Classements                                                              | Classements                                                              | Classements                                                              | Classements                                                              | Classements                                                              | Classements                                                              | Certifications | Ventes mondiales |
| Album                               | É-U                                                                      | CAN                                                                      | R-U                                                                      | IRL                                                                      | FRA                                                                      | ESP                                                                      | ITA                                                                      | SUI                                                                      | BE/W                                                                     | BE/F                                                                     | P-B                                                                      | ALL                                                                      | AUT                                                                      | SUE                                                                      | AUS                                                                      | N-Z                                                                      | Certifications | Ventes mondiales |
| ----------------------------------- | ------------------------------------------------------------------------ | ------------------------------------------------------------------------ | ------------------------------------------------------------------------ | ------------------------------------------------------------------------ | ------------------------------------------------------------------------ | ------------------------------------------------------------------------ | ------------------------------------------------------------------------ | ------------------------------------------------------------------------ | ------------------------------------------------------------------------ | ------------------------------------------------------------------------ | ------------------------------------------------------------------------ | ------------------------------------------------------------------------ | ------------------------------------------------------------------------ | ------------------------------------------------------------------------ | ------------------------------------------------------------------------ | ------------------------------------------------------------------------ | -------------- | ---------------- |
| Gold Nigga - Label : NPG            | Vendu sur la tournée Act II, puis dans les magasins NPG Store de Prince. | Vendu sur la tournée Act II, puis dans les magasins NPG Store de Prince. | Vendu sur la tournée Act II, puis dans les magasins NPG Store de Prince. | Vendu sur la tournée Act II, puis dans les magasins NPG Store de Prince. | Vendu sur la tournée Act II, puis dans les magasins NPG Store de Prince. | Vendu sur la tournée Act II, puis dans les magasins NPG Store de Prince. | Vendu sur la tournée Act II, puis dans les magasins NPG Store de Prince. | Vendu sur la tournée Act II, puis dans les magasins NPG Store de Prince. | Vendu sur la tournée Act II, puis dans les magasins NPG Store de Prince. | Vendu sur la tournée Act II, puis dans les magasins NPG Store de Prince. | Vendu sur la tournée Act II, puis dans les magasins NPG Store de Prince. | Vendu sur la tournée Act II, puis dans les magasins NPG Store de Prince. | Vendu sur la tournée Act II, puis dans les magasins NPG Store de Prince. | Vendu sur la tournée Act II, puis dans les magasins NPG Store de Prince. | Vendu sur la tournée Act II, puis dans les magasins NPG Store de Prince. | Vendu sur la tournée Act II, puis dans les magasins NPG Store de Prince. |                |                  |
| Exodus - Label : NPG, Edel          | -                                                                        | -                                                                        | 11                                                                       | -                                                                        | -                                                                        | -                                                                        | -                                                                        | 34                                                                       | N/D                                                                      | 27                                                                       | 31                                                                       | -                                                                        | -                                                                        | -                                                                        | -                                                                        | -                                                                        |                |                  |
| Kamasutra - Label : NPG             | Disponible en vente par correspondance.                                  | Disponible en vente par correspondance.                                  | Disponible en vente par correspondance.                                  | Disponible en vente par correspondance.                                  | Disponible en vente par correspondance.                                  | Disponible en vente par correspondance.                                  | Disponible en vente par correspondance.                                  | Disponible en vente par correspondance.                                  | Disponible en vente par correspondance.                                  | Disponible en vente par correspondance.                                  | Disponible en vente par correspondance.                                  | Disponible en vente par correspondance.                                  | Disponible en vente par correspondance.                                  | Disponible en vente par correspondance.                                  | Disponible en vente par correspondance.                                  | Disponible en vente par correspondance.                                  |                |                  |
| Newpower Soul - Label : NPG, Arista | 22                                                                       | -                                                                        | 38                                                                       | -                                                                        | 45                                                                       | -                                                                        | -                                                                        | 22                                                                       | 45                                                                       | 15                                                                       | 23                                                                       | 34                                                                       | 24                                                                       | 57                                                                       | 47                                                                       | -                                                                        |                |                  |
|                                     | Le sigle « N/D » signifie que les classements ne sont pas disponibles.   |                                                                          |                                                                          |                                                                          |                                                                          |                                                                          |                                                                          |                                                                          |                                                                          |                                                                          |                                                                          |                                                                          |                                                                          |                                                                          |                                                                          |                                                                          |                |                  |

En 2001, Prince propose en téléchargement plusieurs albums sous le nom de New Power Generation :
- 18 février 2001 : NPG Music Club Volume 1
- 22 mars 2001 : NPG Music Club Volume 2
- 22 avril 2001 : NPG Music Club Volume 3
- 15 mai 2001 : NPG Music Club Volume 4
- 11 juin 2001 : NPG Music Club Volume 5
- 7 juillet 2001 : NPG Music Club Volume 6
- 28 août 2001 : NPG Music Club Volume 7
- 18 septembre 2001 : NPG Music Club Volume 8
- 16 octobre 2001 : NPG Music Club Volume 9
- 15 novembre 2001 : NPG Music Club Volume 10
- 15 décembre 2001 : NPG Music Club Volume 11
- 17 janvier 2002 : NPG Music Club Volume 12

### Demo
| Album                                                  | Classements | Classements | Classements | Classements | Classements | Classements | Classements | Classements | Classements | Classements | Classements | Classements | Classements | Classements | Classements | Classements | Certifications | Ventes mondiales |
| Album                                                  | É-U         | CAN         | R-U         | IRL         | FRA         | ESP         | ITA         | SUI         | BE/W        | BE/F        | P-B         | ALL         | AUT         | SUE         | AUS         | N-Z         | Certifications | Ventes mondiales |
| ------------------------------------------------------ | ----------- | ----------- | ----------- | ----------- | ----------- | ----------- | ----------- | ----------- | ----------- | ----------- | ----------- | ----------- | ----------- | ----------- | ----------- | ----------- | -------------- | ---------------- |
| Piano and a Microphone 1983 - Label : NPG, Warner Bros | 11          | 87          | 12          | 34          | 20          | 8           | 39          | 6           | 23          | 4           | 5           | 12          | 10          | 22          | 33          | -           |                |                  |
| Originals - Label : NPG, Warner Bros                   | 15          | 66          | 21          | 53          | 32          | 13          | 59          | 9           | 31          | 7           | 11          | 26          | 34          | 54          | 18          | -           |                |                  |

### Albums Live
| Album                                                 | Classements                                                  | Classements                                                  | Classements                                                  | Classements                                                  | Classements                                                  | Classements                                                  | Classements                                                  | Classements                                                  | Classements                                                  | Classements                                                  | Classements                                                  | Classements                                                  | Classements                                                  | Classements                                                  | Classements                                                  | Classements                                                  | Certifications | Ventes mondiales |
| Album                                                 | É-U                                                          | CAN                                                          | R-U                                                          | IRL                                                          | FRA                                                          | ESP                                                          | ITA                                                          | SUI                                                          | BE/W                                                         | BE/F                                                         | P-B                                                          | ALL                                                          | AUT                                                          | SUE                                                          | AUS                                                          | N-Z                                                          | Certifications | Ventes mondiales |
| ----------------------------------------------------- | ------------------------------------------------------------ | ------------------------------------------------------------ | ------------------------------------------------------------ | ------------------------------------------------------------ | ------------------------------------------------------------ | ------------------------------------------------------------ | ------------------------------------------------------------ | ------------------------------------------------------------ | ------------------------------------------------------------ | ------------------------------------------------------------ | ------------------------------------------------------------ | ------------------------------------------------------------ | ------------------------------------------------------------ | ------------------------------------------------------------ | ------------------------------------------------------------ | ------------------------------------------------------------ | -------------- | ---------------- |
| One Nite Alone...Live! - Label : NPG                  | -                                                            | -                                                            | -                                                            | -                                                            | 184                                                          | -                                                            | -                                                            | 36                                                           | 144                                                          | -                                                            | -                                                            | 58                                                           | -                                                            | -                                                            | -                                                            | -                                                            |                |                  |
| C-Note - Label : NPG                                  | Disponible en téléchargement sur le site officiel de Prince. | Disponible en téléchargement sur le site officiel de Prince. | Disponible en téléchargement sur le site officiel de Prince. | Disponible en téléchargement sur le site officiel de Prince. | Disponible en téléchargement sur le site officiel de Prince. | Disponible en téléchargement sur le site officiel de Prince. | Disponible en téléchargement sur le site officiel de Prince. | Disponible en téléchargement sur le site officiel de Prince. | Disponible en téléchargement sur le site officiel de Prince. | Disponible en téléchargement sur le site officiel de Prince. | Disponible en téléchargement sur le site officiel de Prince. | Disponible en téléchargement sur le site officiel de Prince. | Disponible en téléchargement sur le site officiel de Prince. | Disponible en téléchargement sur le site officiel de Prince. | Disponible en téléchargement sur le site officiel de Prince. | Disponible en téléchargement sur le site officiel de Prince. |                |                  |
| Indigo Nights - Label : NPG, Atria Books              | Vendu avec le livre 21 Nights.                               | Vendu avec le livre 21 Nights.                               | Vendu avec le livre 21 Nights.                               | Vendu avec le livre 21 Nights.                               | Vendu avec le livre 21 Nights.                               | Vendu avec le livre 21 Nights.                               | Vendu avec le livre 21 Nights.                               | Vendu avec le livre 21 Nights.                               | Vendu avec le livre 21 Nights.                               | Vendu avec le livre 21 Nights.                               | Vendu avec le livre 21 Nights.                               | Vendu avec le livre 21 Nights.                               | Vendu avec le livre 21 Nights.                               | Vendu avec le livre 21 Nights.                               | Vendu avec le livre 21 Nights.                               | Vendu avec le livre 21 Nights.                               |                |                  |
| Prince and the Revolution: Live - Label : Warner Bros | 22                                                           | -                                                            | 21                                                           | -                                                            | 29                                                           | 27                                                           | -                                                            | 7                                                            | 4                                                            | 5                                                            | 4                                                            | 8                                                            | 15                                                           | -                                                            | 96                                                           | -                                                            |                |                  |
| Live at Glam Slam - Label : NPG, Warner Bros          | -                                                            | -                                                            | -                                                            | -                                                            | -                                                            | -                                                            | -                                                            | -                                                            | -                                                            | -                                                            | -                                                            | -                                                            | -                                                            | -                                                            | -                                                            | -                                                            |                |                  |

### Compilations
| Album                                         | Classements                                                            | Classements | Classements | Classements | Classements | Classements | Classements | Classements | Classements | Classements | Classements | Classements | Classements | Classements | Classements | Classements | Certifications                                          | Ventes mondiales |
| Album                                         | É-U                                                                    | CAN         | R-U         | IRL         | FRA         | ESP         | ITA         | SUI         | BE/W        | BE/F        | P-B         | ALL         | AUT         | SUE         | AUS         | N-Z         | Certifications                                          | Ventes mondiales |
| --------------------------------------------- | ---------------------------------------------------------------------- | ----------- | ----------- | ----------- | ----------- | ----------- | ----------- | ----------- | ----------- | ----------- | ----------- | ----------- | ----------- | ----------- | ----------- | ----------- | ------------------------------------------------------- | ---------------- |
| The Hits 1 - Label : Warner Bros              | 46                                                                     | 46          | 5           | N/D         | 8           | 8           | 19          | 22          | N/D         | N/D         | 14          | 20          | 7           | 10          | 19          | 12          | : Platine : Platine                                     | 4 100 000        |
| The Hits 2 - Label : Warner Bros              | 54                                                                     | 50          | 5           | N/D         | 12          | 6           | 13          | 10          | N/D         | N/D         | 15          | 19          | 9           | 6           | 20          | 8           | : Platine : Platine : Or                                | 4 200 000        |
| The Hits / The B-Sides - Label : Warner Bros  | 4                                                                      | 19          | 4           | N/D         | 7           | -           | 67          | 9           | N/D         | N/D         | 10          | 58          | -           | 19          | 4           | 1           | : Platine : Or : 2x Platine                             | 2 300 000        |
| Girl 6 - Label : Warner Bros                  | 75                                                                     | -           | -           | -           | -           | -           | -           | -           | -           | -           | 83          | -           | -           | -           | -           | -           |                                                         | 200 000          |
| The Very Best of Prince - Label : Warner Bros | 1                                                                      | 1           | 2           | 1           | 6           | 18          | 12          | 1           | -           | 18          | 3           | 5           | 5           | 4           | 2           | 1           | : Platine : Or : 3x Platine : Platine : Or : 2x Platine | 5 250 000        |
| Ultimate - Label : Warner Bros                | 6                                                                      | 12          | 3           | 3           | 12          | -           | 23          | 9           | 52          | 46          | 39          | 19          | 22          | 7           | 6           | 3           | : Platine                                               | 1 500 000        |
| 4Ever - Label : NPG, Warner Bros              | 33                                                                     | 40          | 21          | 15          | 41          | 46          | 64          | 21          | 46          | 11          | 10          | 87          | 64          | -           | 36          | -           |                                                         | 500 000          |
| Anthology 1995-2010 - Label : NPG, Legacy     | -                                                                      | -           | -           | -           | -           | -           | -           | 100         | -           | 114         | 197         | -           | -           | -           | -           | -           |                                                         |                  |
|                                               | Le sigle « N/D » signifie que les classements ne sont pas disponibles. |             |             |             |             |             |             |             |             |             |             |             |             |             |             |             |                                                         |                  |

## Singles

### Années 1970
| Année | Single                         | Classements | Classements | Classements | Classements | Classements | Classements | Classements | Classements | Classements | Classements | Classements | Classements | Classements | Classements | Classements | Classements | Album   |
| Année | Single                         | É-U | CAN         | R-U         | IRL         | FRA         | ESP         | ITA         | SUI         | BE/W        | BE/F        | P-B         | ALL         | AUT         | SUE         | AUS         | N-Z         | Album   |
| ----- | ------------------------------ | --- | ----------- | ----------- | ----------- | ----------- | ----------- | ----------- | ----------- | ----------- | ----------- | ----------- | ----------- | ----------- | ----------- | ----------- | ----------- | ------- |
| 1978  | Soft and Wet                   | 92 | -           | X           | X           | X           | X           | X           | X           | X           | X           | X           | X           | X           | X           | X           | X           | For You |
| 1978  | Just as Long as We're Together | - | -           | X           | X           | X           | X           | X           | X           | X           | X           | X           | X           | X           | X           | X           | X           | For You |
| 1979  | I Wanna Be Your Lover          | 11 | -           | 41          | 3           | 25          | -           | -           | -           | N/D         | -           | -           | -           | -           | -           | -           | 3           | Prince  |
|       |                                | Le sigle « N/D » signifie que les classements ne sont pas disponibles. Le sigle « X » signifie que le titre n'est pas sorti en single dans ce pays. |             |             |             |             |             |             |             |             |             |             |             |             |             |             |             |         |

### Années 1980
| Année | Single                                   | Classements | Classements                       | Classements                       | Classements                       | Classements                       | Classements                       | Classements                       | Classements                       | Classements                       | Classements                       | Classements                       | Classements                       | Classements                       | Classements                       | Classements                       | Classements                       | Album                     |
| Année | Single                                   | É-U | CAN                               | R-U                               | IRL                               | FRA                               | ESP                               | ITA                               | SUI                               | BE/W                              | BE/F                              | P-B                               | ALL                               | AUT                               | SUE                               | AUS                               | N-Z                               | Album                     |
| ----- | ---------------------------------------- | --- | --------------------------------- | --------------------------------- | --------------------------------- | --------------------------------- | --------------------------------- | --------------------------------- | --------------------------------- | --------------------------------- | --------------------------------- | --------------------------------- | --------------------------------- | --------------------------------- | --------------------------------- | --------------------------------- | --------------------------------- | ------------------------- |
| 1980  | Why You Wanna Treat Me So Bad?           | - | -                                 | X                                 | X                                 | X                                 | X                                 | X                                 | X                                 | X                                 | X                                 | X                                 | X                                 | X                                 | X                                 | X                                 | X                                 | Prince                    |
| 1980  | Still Waiting                            | - | -                                 | X                                 | X                                 | X                                 | X                                 | X                                 | X                                 | X                                 | X                                 | X                                 | X                                 | X                                 | X                                 | X                                 | X                                 | Prince                    |
| 1980  | Sexy Dancer                              | X | X                                 | -                                 | -                                 | X                                 | X                                 | X                                 | X                                 | X                                 | X                                 | X                                 | X                                 | X                                 | X                                 | X                                 | X                                 | Prince                    |
| 1980  | Bambi                                    | X | X                                 | X                                 | X                                 | X                                 | X                                 | X                                 | X                                 | N/D                               | -                                 | -                                 | X                                 | X                                 | X                                 | X                                 | X                                 | Prince                    |
| 1980  | Uptown                                   | - | -                                 | X                                 | X                                 | X                                 | X                                 | X                                 | X                                 | N/D                               | -                                 | -                                 | X                                 | X                                 | X                                 | -                                 | -                                 | Dirty Mind                |
| 1980  | Head                                     | Sorti uniquement aux Philippines. | Sorti uniquement aux Philippines. | Sorti uniquement aux Philippines. | Sorti uniquement aux Philippines. | Sorti uniquement aux Philippines. | Sorti uniquement aux Philippines. | Sorti uniquement aux Philippines. | Sorti uniquement aux Philippines. | Sorti uniquement aux Philippines. | Sorti uniquement aux Philippines. | Sorti uniquement aux Philippines. | Sorti uniquement aux Philippines. | Sorti uniquement aux Philippines. | Sorti uniquement aux Philippines. | Sorti uniquement aux Philippines. | Sorti uniquement aux Philippines. | Dirty Mind                |
| 1980  | Dirty Mind                               | - | -                                 | X                                 | X                                 | X                                 | X                                 | X                                 | X                                 | X                                 | X                                 | X                                 | X                                 | X                                 | X                                 | X                                 | X                                 | Dirty Mind                |
| 1981  | Do It All Night                          | X | X                                 | -                                 | -                                 | X                                 | X                                 | X                                 | X                                 | X                                 | X                                 | X                                 | X                                 | X                                 | X                                 | X                                 | X                                 | Dirty Mind                |
| 1981  | Gotta Stop (Messin' About)               | X | X                                 | -                                 | -                                 | X                                 | X                                 | X                                 | X                                 | X                                 | X                                 | X                                 | X                                 | X                                 | X                                 | X                                 | X                                 |                           |
| 1981  | Controversy                              | 70 | -                                 | 5                                 | -                                 | 52                                | -                                 | -                                 | -                                 | N/D                               | -                                 | 28                                | -                                 | -                                 | -                                 | 15                                | -                                 | Controversy               |
| 1981  | Let's Work                               | - | -                                 | -                                 | -                                 | -                                 | -                                 | -                                 | -                                 | N/D                               | -                                 | -                                 | -                                 | -                                 | -                                 | -                                 | -                                 | Controversy               |
| 1982  | Sexuality                                | X | X                                 | X                                 | X                                 | X                                 | X                                 | X                                 | X                                 | X                                 | X                                 | -                                 | -                                 | -                                 | X                                 | 88                                | -                                 | Controversy               |
| 1982  | Do Me, Baby                              | - | -                                 | X                                 | X                                 | X                                 | X                                 | X                                 | X                                 | X                                 | X                                 | X                                 | X                                 | X                                 | X                                 | X                                 | X                                 | Controversy               |
| 1982  | 1999                                     | 12 | 9                                 | 2                                 | 3                                 | 32                                | 12                                | -                                 | -                                 | N/D                               | N/D                               | 8                                 | 14                                | 75                                | -                                 | 2                                 | 4                                 | 1999                      |
| 1983  | Little Red Corvette                      | 6 | 5                                 | 2                                 | 3                                 | 94                                | -                                 | -                                 | -                                 | N/D                               | -                                 | -                                 | -                                 | -                                 | -                                 | 8                                 | 12                                | 1999                      |
| 1983  | Delirious                                | 8 | 27                                | X                                 | X                                 | -                                 | -                                 | -                                 | -                                 | N/D                               | -                                 | -                                 | -                                 | -                                 | -                                 | -                                 | 33                                | 1999                      |
| 1983  | Let's Pretend We're Married              | 52 | -                                 | -                                 | -                                 | -                                 | -                                 | -                                 | -                                 | N/D                               | -                                 | -                                 | -                                 | -                                 | -                                 | -                                 | -                                 | 1999                      |
| 1983  | Automatic                                | X | X                                 | X                                 | X                                 | X                                 | X                                 | X                                 | X                                 | X                                 | X                                 | X                                 | X                                 | X                                 | X                                 | -                                 | -                                 | 1999                      |
| 1984  | When Doves Cry                           | 1 | 1                                 | 4                                 | 2                                 | 11                                | 35                                | -                                 | 17                                | N/D                               | 6                                 | 6                                 | 16                                | 19                                | 18                                | 1                                 | 2                                 | Purple Rain               |
| 1984  | Let's Go Crazy                           | 1 | 4                                 | 7                                 | 6                                 | 50                                | -                                 | -                                 | -                                 | N/D                               | 11                                | 11                                | -                                 | -                                 | -                                 | 10                                | 13                                | Purple Rain               |
| 1984  | Purple Rain                              | 2 | 3                                 | 6                                 | 8                                 | 1                                 | 2                                 | 32                                | 4                                 | N/D                               | 1                                 | 1                                 | 5                                 | 4                                 | 5                                 | 3                                 | 8                                 | Purple Rain               |
| 1984  | I Would Die 4 U                          | 8 | 14                                | 58                                | -                                 | -                                 | -                                 | -                                 | -                                 | N/D                               | 11                                | 7                                 | -                                 | -                                 | -                                 | -                                 | -                                 | Purple Rain               |
| 1985  | Take Me with U                           | 25 | -                                 | -                                 | -                                 | -                                 | -                                 | -                                 | -                                 | N/D                               | -                                 | -                                 | -                                 | -                                 | -                                 | -                                 | -                                 | Purple Rain               |
| 1985  | Raspberry Beret                          | 2 | 10                                | 25                                | 24                                | 36                                | -                                 | -                                 | -                                 | N/D                               | 25                                | 23                                | 35                                | -                                 | -                                 | 13                                | 2                                 | Around the World in a Day |
| 1985  | Paisley Park                             | X | X                                 | 18                                | 11                                | -                                 | -                                 | -                                 | -                                 | N/D                               | 40                                | 40                                | -                                 | -                                 | -                                 | 38                                | 26                                | Around the World in a Day |
| 1985  | Pop Life                                 | 7 | -                                 | 60                                | 29                                | 116                               | -                                 | -                                 | -                                 | N/D                               | 34                                | -                                 | 65                                | -                                 | -                                 | 67                                | 44                                | Around the World in a Day |
| 1985  | America                                  | 46 | -                                 | -                                 | -                                 | -                                 | -                                 | -                                 | -                                 | N/D                               | 35                                | -                                 | -                                 | -                                 | -                                 | -                                 | -                                 | Around the World in a Day |
| 1986  | Kiss                                     | 1 | 6                                 | 6                                 | 11                                | 2                                 | 9                                 | 11                                | 3                                 | N/D                               | 3                                 | 3                                 | 4                                 | 8                                 | 16                                | 2                                 | 2                                 | Parade                    |
| 1986  | Mountains                                | 23 | -                                 | 45                                | 15                                | -                                 | -                                 | -                                 | -                                 | N/D                               | 34                                | 16                                | 32                                | -                                 | -                                 | 45                                | 37                                | Parade                    |
| 1986  | Anotherloverholenyohead                  | 63 | -                                 | 36                                | 15                                | -                                 | -                                 | -                                 | -                                 | N/D                               | -                                 | -                                 | -                                 | -                                 | -                                 | -                                 | 36                                | Parade                    |
| 1986  | Girls & Boys                             | X | X                                 | 11                                | 4                                 | 27                                | -                                 | -                                 | -                                 | N/D                               | 10                                | 12                                | 27                                | -                                 | -                                 | X                                 | X                                 | Parade                    |
| 1987  | Sign o' the Times                        | 3 | 5                                 | 10                                | 6                                 | 15                                | -                                 | 11                                | 11                                | N/D                               | 8                                 | 7                                 | 35                                | 20                                | 14                                | 29                                | 4                                 | Sign o' the Times         |
| 1987  | If I Was Your Girlfriend                 | 67 | -                                 | 20                                | 8                                 | -                                 | -                                 | 7                                 | 15                                | N/D                               | 14                                | 17                                | -                                 | -                                 | -                                 | -                                 | -                                 | Sign o' the Times         |
| 1987  | U Got the Look                           | 2 | 17                                | 11                                | 9                                 | -                                 | -                                 | 20                                | -                                 | N/D                               | 14                                | 11                                | 61                                | 23                                | -                                 | 90                                | 8                                 | Sign o' the Times         |
| 1987  | I Could Never Take the Place of Your Man | 10 | 33                                | 29                                | 10                                | -                                 | -                                 | -                                 | -                                 | N/D                               | 28                                | 30                                | -                                 | -                                 | -                                 | -                                 | 9                                 | Sign o' the Times         |
| 1988  | Alphabet St.                             | 8 | 14                                | 9                                 | 3                                 | 47                                | 27                                | 3                                 | 5                                 | N/D                               | 9                                 | 3                                 | 18                                | -                                 | 5                                 | 17                                | 1                                 | Lovesexy                  |
| 1988  | Glam Slam                                | - | -                                 | 29                                | 11                                | -                                 | -                                 | 15                                | -                                 | N/D                               | 17                                | 9                                 | 33                                | -                                 | -                                 | 76                                | 12                                | Lovesexy                  |
| 1988  | I Wish U Heaven                          | - | -                                 | 24                                | 9                                 | -                                 | -                                 | 19                                | -                                 | N/D                               | 26                                | 20                                | 53                                | -                                 | -                                 | -                                 | 24                                | Lovesexy                  |
| 1989  | Batdance                                 | 1 | 1                                 | 2                                 | 2                                 | 5                                 | 6                                 | 2                                 | 1                                 | N/D                               | 5                                 | 4                                 | 10                                | 17                                | 5                                 | 2                                 | 1                                 | Batman                    |
| 1989  | Partyman                                 | 18 | 31                                | 14                                | 6                                 | -                                 | 8                                 | 11                                | 25                                | N/D                               | 16                                | 16                                | 32                                | -                                 | -                                 | 38                                | 16                                | Batman                    |
| 1989  | The Arms of Orion (avec Sheena Easton)   | 36 | -                                 | 27                                | 5                                 | -                                 | -                                 | -                                 | -                                 | N/D                               | 33                                | 13                                | -                                 | -                                 | -                                 | -                                 | 44                                | Batman                    |
| 1989  | Scandalous!                              | - | -                                 | -                                 | -                                 | -                                 | 11                                | -                                 | -                                 | N/D                               | 45                                | 21                                | 17                                | -                                 | -                                 | 95                                | -                                 | Batman                    |
|       |                                          | Le sigle « N/D » signifie que les classements ne sont pas disponibles. Le sigle « X » signifie que le titre n'est pas sorti en single dans ce pays. |                                   |                                   |                                   |                                   |                                   |                                   |                                   |                                   |                                   |                                   |                                   |                                   |                                   |                                   |                                   |                           |

### Années 1990
| Année | Single                               | Classements | Classements | Classements | Classements | Classements | Classements | Classements | Classements | Classements | Classements | Classements | Classements | Classements | Classements | Classements | Classements | Album                      |
| Année | Single                               | É-U | CAN         | R-U         | IRL         | FRA         | ESP         | ITA         | SUI         | BE/W        | BE/F        | P-B         | ALL         | AUT         | SUE         | AUS         | N-Z         | Album                      |
| ----- | ------------------------------------ | --- | ----------- | ----------- | ----------- | ----------- | ----------- | ----------- | ----------- | ----------- | ----------- | ----------- | ----------- | ----------- | ----------- | ----------- | ----------- | -------------------------- |
| 1990  | The Future                           | X | X           | X           | X           | -           | -           | 20          | 15          | N/D         | 22          | 9           | 39          | -           | -           | X           | X           | Batman                     |
| 1990  | Thieves in the Temple                | 6 | 5           | 7           | 2           | -           | 15          | 11          | 12          | N/D         | 9           | 8           | 21          | -           | 11          | 16          | 5           | Graffiti Bridge            |
| 1990  | New Power Generation                 | 64 | -           | 26          | 11          | -           | -           | -           | -           | N/D         | 42          | 18          | -           | -           | -           | -           | -           | Graffiti Bridge            |
| 1991  | Gett Off                             | 21 | 25          | 4           | 3           | 97          | 13          | 24          | 3           | N/D         | 13          | 3           | 13          | 9           | 13          | 8           | 13          | Diamonds and Pearls        |
| 1991  | Cream                                | 1 | 2           | 15          | 7           | 5           | 8           | 10          | 3           | N/D         | 10          | 7           | 21          | 4           | 6           | 2           | 5           | Diamonds and Pearls        |
| 1991  | Insatiable                           | 77 | -           | X           | X           | X           | X           | X           | X           | X           | X           | X           | X           | X           | X           | X           | X           | Diamonds and Pearls        |
| 1991  | Diamonds and Pearls                  | 3 | 12          | 25          | 8           | 20          | -           | -           | 7           | N/D         | 12          | 15          | 28          | 19          | 12          | 13          | 8           | Diamonds and Pearls        |
| 1992  | Money Don't Matter 2 Night           | 23 | 19          | 19          | 10          | 26          | -           | 16          | 23          | N/D         | 27          | 9           | 48          | 23          | 34          | 18          | 20          | Diamonds and Pearls        |
| 1992  | Thunder                              | X | X           | 28          | 3           | X           | X           | X           | X           | X           | X           | X           | X           | X           | X           | X           |             | Diamonds and Pearls        |
| 1992  | Sexy MF                              | 66 | 11          | 4           | 5           | 19          | 12          | 10          | 8           | N/D         | 10          | 4           | 11          | 6           | 13          | 5           | 6           | Love Symbol                |
| 1992  | My Name is Prince                    | 36 | 5           | 7           | 5           | 29          | 6           | 2           | 14          | N/D         | 11          | 8           | 19          | 7           | 15          | 9           | 7           | Love Symbol                |
| 1992  | 7                                    | 7 | 3           | 27          | -           | -           | -           | 23          | 28          | N/D         | 32          | 34          | 77          | -           | -           | 25          | 12          | Love Symbol                |
| 1992  | Damn U                               | - | -           | X           | X           | X           | X           | X           | X           | X           | X           | X           | X           | X           | X           | X           | X           | Love Symbol                |
| 1993  | The Morning Papers                   | 44 | -           | 52          | -           | -           | -           | -           | 31          | N/D         | 42          | 39          | -           | -           | -           | -           | -           | Love Symbol                |
| 1993  | Pink Cashmere                        | 50 | 7           | X           | X           | -           | -           | -           | -           | N/D         | -           | -           | -           | -           | -           | 87          | -           | The Hits/The B-Sides       |
| 1993  | Peach                                | - | -           | 14          | 20          | 35          | -           | -           | 13          | N/D         | 13          | 8           | 45          | 25          | 39          | 28          | 15          | The Hits/The B-Sides       |
| 1994  | The Most Beautiful Girl in the World | 3 | -           | 1           | 4           | 5           | 1           | 9           | 1           | N/D         | 4           | 1           | 9           | 5           | 13          | 1           | 1           | The Gold Experience        |
| 1994  | Letitgo                              | 31 | 20          | 30          | 26          | 46          | -           | -           | 21          | N/D         | 28          | 14          | 45          | 29          | -           | 22          | 24          | Come                       |
| 1994  | Space                                | - | -           | X           | X           | X           | X           | X           | X           | X           | X           | X           | X           | X           | X           | 91          | -           | Come                       |
| 1995  | Purple Medley                        | 84 | -           | 33          | -           | -           | -           | -           | -           | N/D         | -           | 30          | -           | -           | -           | -           | 40          |                            |
| 1995  | I Hate U                             | 12 | 25          | 20          | -           | -           | -           | -           | 31          | N/D         | 43          | 18          | 62          | -           | -           | 33          | 22          | The Gold Experience        |
| 1995  | Gold                                 | 88 | -           | 10          | -           | -           | -           | -           | -           | N/D         | 42          | 25          | 58          | -           | 19          | 94          | -           | The Gold Experience        |
| 1996  | Dinner with Delores                  | X | X           | 36          | -           | X           | X           | X           | X           | X           | X           | X           | X           | X           | X           | -           | -           | Chaos and Disorder         |
| 1996  | Betcha by Golly Wow!                 | 31 | -           | 11          | -           | -           | -           | 20          | 27          | -           | -           | 42          | 62          | -           | -           | 18          | 24          | Emancipation               |
| 1997  | The Holy River                       | 58 | -           | 19          | -           | -           | -           | -           | -           | -           | -           | 63          | 92          | -           | -           | -           | -           | Emancipation               |
| 1997  | The Truth                            | - | -           | -           | -           | -           | -           | -           | -           | -           | -           | -           | -           | -           | -           | -           | -           | The Truth                  |
| 1999  | The Greatest Romance Ever Sold       | 63 | -           | -           | -           | -           | -           | -           | -           | -           | -           | 71          | 79          | -           | -           | -           | -           | Rave Un2 the Joy Fantastic |
|       |                                      | Le sigle « N/D » signifie que les classements ne sont pas disponibles. Le sigle « X » signifie que le titre n'est pas sorti en single dans ce pays. |             |             |             |             |             |             |             |             |             |             |             |             |             |             |             |                            |

### Années 2000
| Année | Single                                 | Classements | Classements | Classements | Classements | Classements | Classements | Classements | Classements | Classements | Classements | Classements | Classements | Classements | Classements | Classements | Classements | Album                  |
| Année | Single                                 | É-U         | CAN         | R-U         | IRL         | FRA         | ESP         | ITA         | SUI         | BE/W        | BE/F        | P-B         | ALL         | AUT         | SUE         | AUS         | N-Z         | Album                  |
| ----- | -------------------------------------- | ----------- | ----------- | ----------- | ----------- | ----------- | ----------- | ----------- | ----------- | ----------- | ----------- | ----------- | ----------- | ----------- | ----------- | ----------- | ----------- | ---------------------- |
| 2000  | U Make My Sun Shine (avec Angie Stone) | -           | -           | -           | -           | -           | -           | -           | -           | -           | -           | -           | -           | -           | -           | -           | -           | The Chocolate Invasion |
| 2001  | Supercute                              | -           | -           | -           | -           | -           | -           | -           | -           | -           | -           | -           | -           | -           | -           | -           | -           | The Chocolate Invasion |
| 2001  | The Work, pt. 1                        | -           | -           | -           | -           | -           | -           | -           | -           | -           | -           | -           | -           | -           | -           | -           | -           | The Rainbow Children   |
| 2002  | Days of Wild                           | -           | -           | -           | -           | -           | -           | -           | -           | -           | -           | -           | -           | -           | -           | -           | -           |                        |
| 2004  | Controversy (Live in Hawaii)           | -           | -           | -           | -           | -           | -           | -           | -           | -           | -           | -           | -           | -           | -           | -           | -           |                        |
| 2004  | Musicology                             | -           | -           | -           | -           | -           | 7           | 20          | 27          | -           | -           | 32          | -           | -           | -           | 29          | 32          | Musicology             |
| 2004  | Cinnamon Girl                          | -           | -           | 43          | -           | -           | -           | 29          | -           | -           | -           | 34          | 89          | -           | -           | -           | -           | Musicology             |
| 2005  | S.S.T.                                 | -           | 36          | -           | -           | -           | -           | -           | -           | -           | -           | -           | -           | -           | -           | -           | -           |                        |
| 2005  | Te Amo Corazón                         | -           | 7           | -           | -           | -           | 2           | 7           | 24          | -           | -           | -           | 58          | 61          | 37          | -           | -           | 3121                   |
| 2006  | Black Sweat                            | 60          | 2           | 43          | 41          | -           | 17          | 24          | 52          | -           | -           | 29          | 80          | -           | -           | -           | -           | 3121                   |
| 2006  | Fury                                   | -           | -           | 60          | 47          | -           | -           | 44          | 92          | -           | -           | 72          | -           | -           | -           | -           | -           | 3121                   |
| 2007  | Guitar                                 | -           | -           | 81          | -           | -           | -           | 17          | 63          | -           | -           | 13          | -           | -           | -           | -           | -           | Planet Earth           |
| 2007  | F.U.N.K.                               | -           | -           | -           | -           | -           | -           | -           | -           | -           | -           | -           | -           | -           | -           | -           | -           |                        |
| 2009  | Dance 4 Me                             | -           | -           | -           | -           | -           | -           | -           | -           | -           | -           | -           | -           | -           | -           | -           | -           | MPLSound               |

### Années 2010
| Année | Single                                               | Classements | Classements | Classements | Classements | Classements | Classements | Classements | Classements | Classements | Classements | Classements | Classements | Classements | Classements | Classements | Classements | Album                       |
| Année | Single                                               | É-U         | CAN         | R-U         | IRL         | FRA         | ESP         | ITA         | SUI         | BE/W        | BE/F        | P-B         | ALL         | AUT         | SUE         | AUS         | N-Z         | Album                       |
| ----- | ---------------------------------------------------- | ----------- | ----------- | ----------- | ----------- | ----------- | ----------- | ----------- | ----------- | ----------- | ----------- | ----------- | ----------- | ----------- | ----------- | ----------- | ----------- | --------------------------- |
| 2011  | Extraloveable (avec Andy Allo)                       | -           | -           | -           | -           | -           | -           | -           | -           | -           | -           | -           | -           | -           | -           | -           | -           | Hit'n Run Phase Two         |
| 2012  | Rock and Roll Love Affair                            | -           | -           | -           | -           | -           | -           | -           | -           | -           | -           | -           | -           | -           | -           | -           | -           | Hit'n Run Phase Two         |
| 2013  | Screwdriver                                          | -           | -           | -           | -           | -           | -           | -           | -           | -           | -           | -           | -           | -           | -           | -           | -           | Hit'n Run Phase Two         |
| 2013  | Fixurlifeup                                          | -           | -           | -           | -           | -           | -           | -           | -           | -           | -           | -           | -           | -           | -           | -           | -           | Plectrum Electrum           |
| 2013  | Breakfast Can Wait                                   | -           | -           | -           | -           | -           | -           | -           | -           | -           | -           | -           | -           | -           | -           | -           | -           | Art Official Age            |
| 2014  | Pretzelbodylogic                                     | -           | -           | 90          | -           | -           | -           | -           | -           | -           | -           | -           | -           | -           | -           | -           | -           | Plectrum Electrum           |
| 2014  | Fallinlove2nite (avec Zooey Deschanel)               | -           | -           | -           | -           | -           | -           | -           | -           | -           | -           | -           | -           | -           | -           | -           | -           | Hit'n Run Phase One         |
| 2014  | Breakdown                                            | -           | -           | -           | -           | -           | -           | -           | -           | -           | -           | -           | -           | -           | -           | -           | -           | Art Official Age            |
| 2015  | Baltimore                                            | -           | -           | -           | -           | -           | -           | -           | -           | -           | -           | -           | -           | -           | -           | -           | -           | Hit'n Run Phase Two         |
| 2015  | Hardrocklover                                        | -           | -           | -           | -           | -           | -           | -           | -           | -           | -           | -           | -           | -           | -           | -           | -           | Hit'n Run Phase One         |
| 2015  | This Could B Us                                      | -           | -           | -           | -           | -           | -           | -           | -           | -           | -           | -           | -           | -           | -           | -           | -           | Hit'n Run Phase One         |
| 2015  | Free Urself                                          | -           | -           | -           | -           | -           | -           | -           | -           | -           | -           | -           | -           | -           | -           | -           | -           |                             |
| 2018  | Nothing Compares 2 U                                 | -           | -           | -           | -           | 66          | -           | -           | -           | -           | -           | -           | -           | -           | -           | -           | -           | Originals                   |
| 2018  | Mary Don't You Weep                                  | -           | -           | -           | -           | -           | -           | -           | -           | -           | -           | -           | -           | -           | -           | -           | -           | Piano and a Microphone 1983 |
| 2019  | Rock'n' Roll is Alive! (And it Lives in Minneapolis) | -           | -           | -           | -           | -           | -           | -           | -           | -           | -           | -           | -           | -           | -           | -           | -           |                             |
| 2019  | Holly Rock                                           | -           | -           | -           | -           | -           | -           | -           | -           | -           | -           | -           | -           | -           | -           | -           | -           | Originals                   |
| 2019  | I Feel for You                                       | -           | -           | -           | -           | -           | -           | -           | -           | -           | -           | -           | -           | -           | -           | -           | -           |                             |

### Années 2020
| Année | Single                                  | Classements | Classements | Classements | Classements | Classements | Classements | Classements | Classements | Classements | Classements | Classements | Classements | Classements | Classements | Classements | Classements | Album                        |
| Année | Single                                  | É-U         | CAN         | R-U         | IRL         | FRA         | ESP         | ITA         | SUI         | BE/W        | BE/F        | P-B         | ALL         | AUT         | SUE         | AUS         | N-Z         | Album                        |
| ----- | --------------------------------------- | ----------- | ----------- | ----------- | ----------- | ----------- | ----------- | ----------- | ----------- | ----------- | ----------- | ----------- | ----------- | ----------- | ----------- | ----------- | ----------- | ---------------------------- |
| 2021  | Welcome 2 America                       | -           | -           | -           | -           | -           | -           | -           | -           | -           | -           | -           | -           | -           | -           | -           | -           | Welcome 2 America            |
| 2022  | Diamonds and Pearls (Live at Glam Slam) | -           | -           | -           | -           | -           | -           | -           | -           | -           | -           | -           | -           | -           | -           | -           | -           | Diamonds and Pearls Deluxe   |
| 2023  | All a Share Together Now                | -           | -           | -           | -           | -           | -           | -           | -           | -           | -           | -           | -           | -           | -           | -           | -           |                              |
| 2023  | Alice Through the Looking Glass         | -           | -           | -           | -           | -           | -           | -           | -           | -           | -           | -           | -           | -           | -           | -           | -           | Diamonds and Pearls (Deluxe) |
| 2023  | Get Blue                                | -           | -           | -           | -           | -           | -           | -           | -           | -           | -           | -           | -           | -           | -           | -           | -           | Diamonds and Pearls (Deluxe) |
| 2023  | Live 4 Love                             | -           | -           | -           | -           | -           | -           | -           | -           | -           | -           | -           | -           | -           | -           | -           | -           | Diamonds and Pearls (Deluxe) |
| 2023  | Daddy Pop                               | -           | -           | -           | -           | -           | -           | -           | -           | -           | -           | -           | -           | -           | -           | -           | -           | Diamonds and Pearls (Deluxe) |
| 2023  | Darkside                                | -           | -           | -           | -           | -           | -           | -           | -           | -           | -           | -           | -           | -           | -           | -           | -           | Diamonds and Pearls (Deluxe) |